# Papilio antimachus
Espèce
Statut de conservation UICN

 DD  : Données insuffisantes
Papilio antimachus, parfois appelé l’Antimachus en français, est une espèce de lépidoptères (papillons) de la famille des Papilionidae, originaire d'Afrique centrale et d'Afrique de l'Ouest.
Il figure parmi les plus grands papillons, puisque certains spécimens atteignent une envergure de 20 à 25 cm.
La femelle de ce papillon est très peu connue parce qu'elle vole à la cime des arbres, où elle butine les fleurs exposées au soleil, ne descendant que très rarement. Les mâles qui volent près du sol sont particulièrement recherchés pour leurs grandes ailes orangées zébrées de noir.
Vénéneuse et énigmatique, cette espèce est en voie de raréfaction et fait l'objet d'expéditions scientifiques.
Depuis sa découverte en 1782, personne n’a encore réussi à observer sa chenille et sa chrysalide,.

## Description
Papilio antimachus est le plus grand papillon de jour d'Afrique, et la plus grande espèce du genre Papilio. L'envergure du mâle peut atteindre 25 cm. Les ailes antérieures sont très allongées. À l'avers elles sont orangées, l'apex, la marge et les veines sont marron foncé ou noires et la cellule comporte deux macules marron foncé. Il y a également trois macules blanchâtres dans la partie supérieure de l'aile, entre l'apex et la cellule. Les ailes postérieures sont de forme arrondie, elles sont orangée avec une marge marron foncé ou noire, des macules de même couleur et une bande marron foncé sur le bord supérieur. 
Au revers les ailes sont de couleur crème avec des veines marron foncé. Les ailes antérieures ont deux macules marron dans la cellule, une zone orangée à la base et une autre dans la partie submarginale. Les ailes postérieures ont les mêmes macules qu'à l'avers. 

La femelle est similaire mais elle est plus petite et ses ailes antérieures sont moins allongées.  Chez les deux sexes la tête et le thorax sont noirs avec des macules blanchâtres et l'abdomen jaune avec une bande noire sur le dessus.

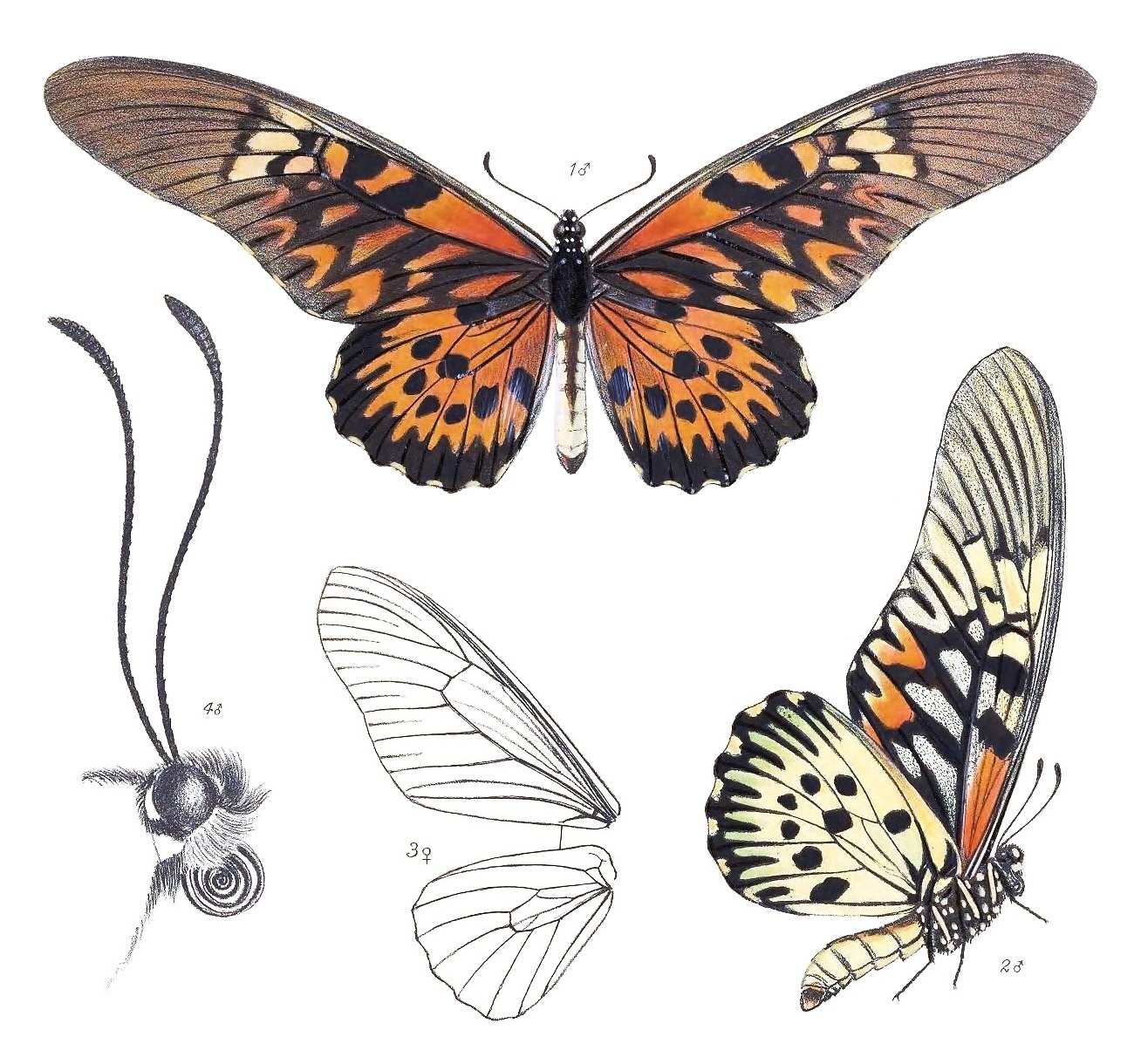
Papilio antimachus, mâle vue dorsale (en haut) et vue latérale (à droite), détail de la tête et veines des ailes de la femelle
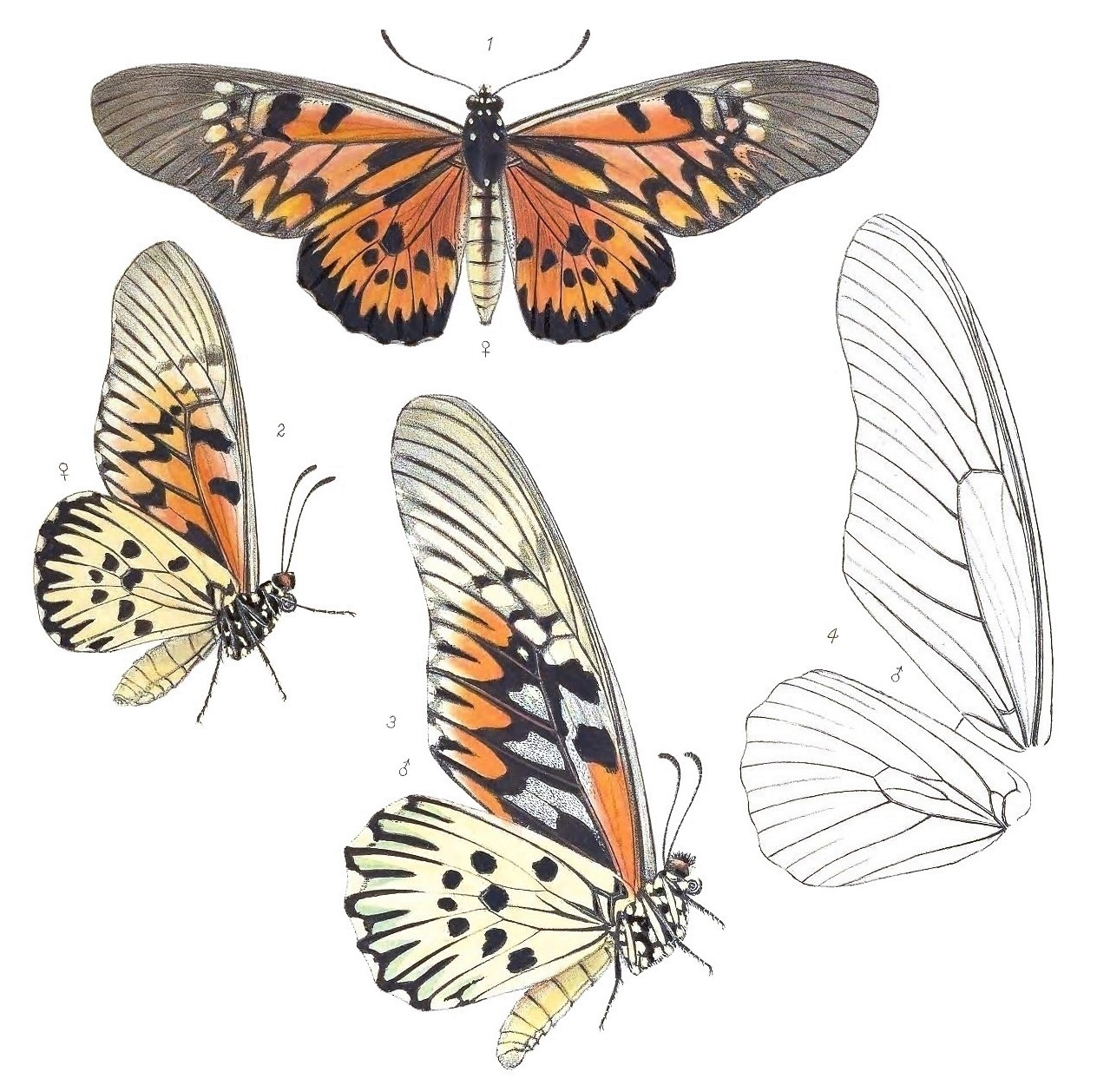
Papilio antimachus, femelle vue dorsale (en haut) et vue latérale (à gauche), mâle vue latérale (en bas)

## Écologie
L'écologie de cette espèce est mal connue. Les stades juvéniles n'ont pas été identifiés à ce jour. La femelle pond probablement ses œufs sur une plante de la famille des Apocynaceae, peut-être Strophantus gratus, d'après l'analyse de spécimens adultes. Les chenilles passent par cinq stades puis se transforment en chrysalide.
Les adultes volent toute l'année et sont très rapides. Les mâles volent dans les clairières, les chemins et les bordures de forêts. Ils sont souvent observés en train de butiner ou d'absorber des minéraux dans des mares boueuses et ont un comportement territorial : chaque mâle défend un territoire d'où il chasse les autres mâles,. Les femelles sont beaucoup plus difficiles à observer et très peu connues parce qu'elles volent à la cime des arbres, où elles butinent les fleurs exposées au soleil, ne descendant que très rarement.

## Habitat et répartition
Papilio antimachus vit uniquement dans les forêts tropicales primaires en Afrique centrale et en Afrique de l'Ouest, de l'ouest de l'Ouganda au Sierra Leone et jusqu'au sud de l'Angola. Sa répartition exacte n'a pas encore été déterminée avec certitude. La densité des populations semble faible,.

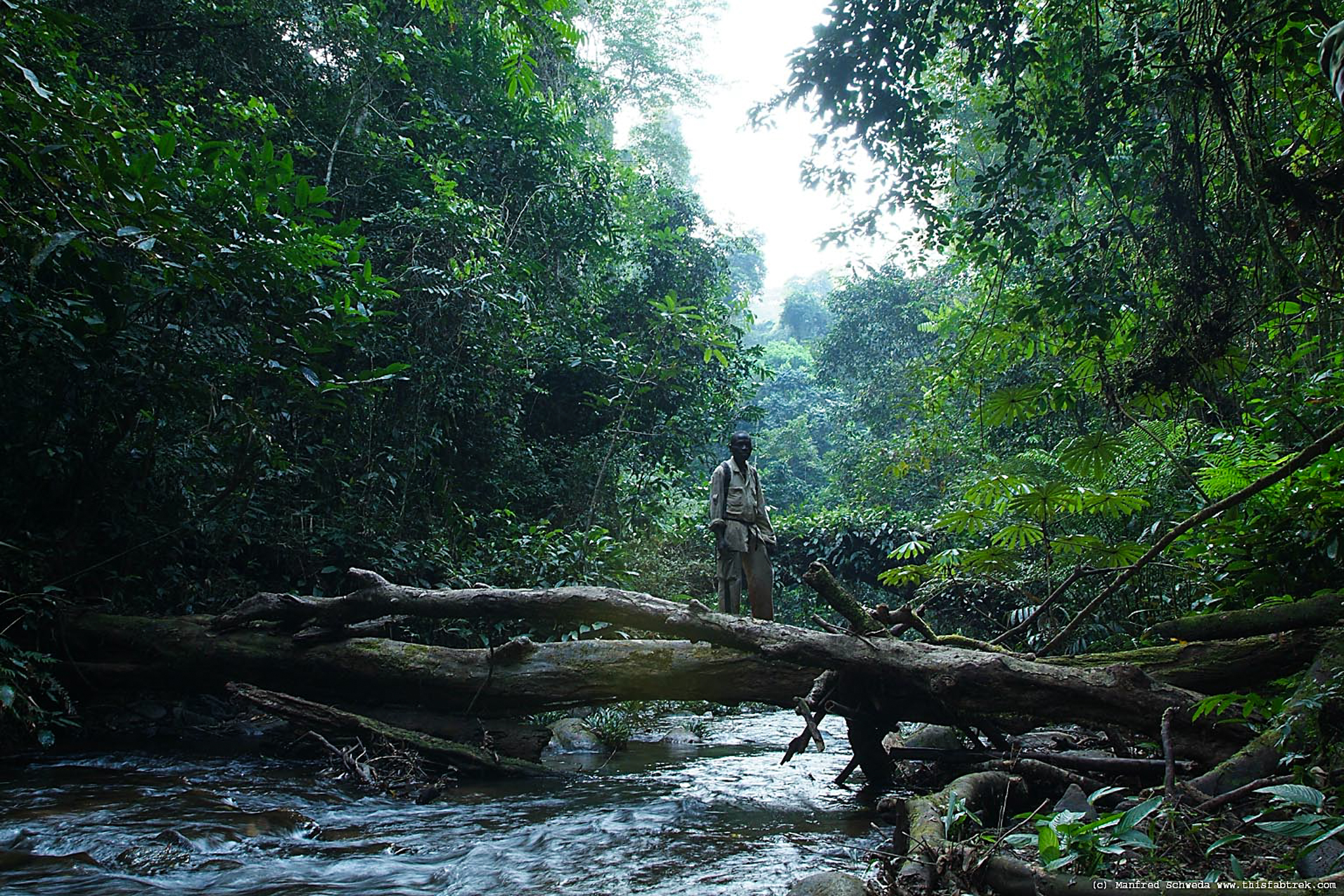
Forêt tropicale humide du Mont Nimba, Liberia
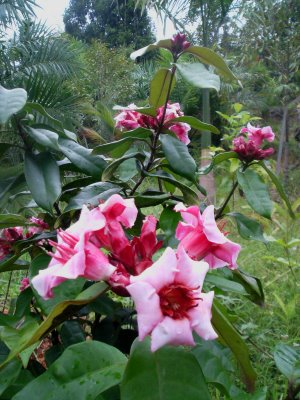
Strophantus gratus, possible plante hôte de Papilio antimachus

## Systématique
Papilio antimachus a été décrit pour la première fois par Dru Drury en 1782 dans Illustrations of exotic entomology.
Papilio antimachus est synonyme de :
- Druryia antimachus

### Sous-espèces
- P. antimachus antimachus
- P. antimachus parva, Jackson 1956

## Papilio antimachuset l'Homme

### Noms vernaculaires
L'espèce est parfois appelée "l'Antimachus" en français. Elle est nommée "Giant African Swallowtail" en anglais.

### Menaces et conservation
Papilio antimachus est évalué par l'UICN comme "DD" (données insuffisantes) en raison des nombreuses incertitudes sur la situation de cette espèce. Celle-ci a une aire de répartition vaste, mais la densité des populations reste faible. Surtout l'espèce semble dépendante des forêts tropicales primaires qui sont menacées par la déforestation. Elle est également victime du braconnage car très recherchée par les collectionneurs et pour la réalisation de tableau d'ailes de papillon. Ses effectifs semblent diminuer. 
Papilio antimachus a fait l'objet de plusieurs expéditions depuis sa découverte dans le but de découvrir les stades juvéniles de cette espèce, notamment une expédition française en République centrafricaine en 2019, mais aucune n'a pu découvrir la chenille et la chrysalide de ce papillon,. 